# Willis (assurance)
Pour les articles homonymes, voir Willis.
Willis est une compagnie internationale de courtage en assurance dont le siège se trouve dans l'immeuble Willis à Londres. Elle possède plus de 400 agences dans 120 pays et compte environ 17 000 employés.

## Histoire

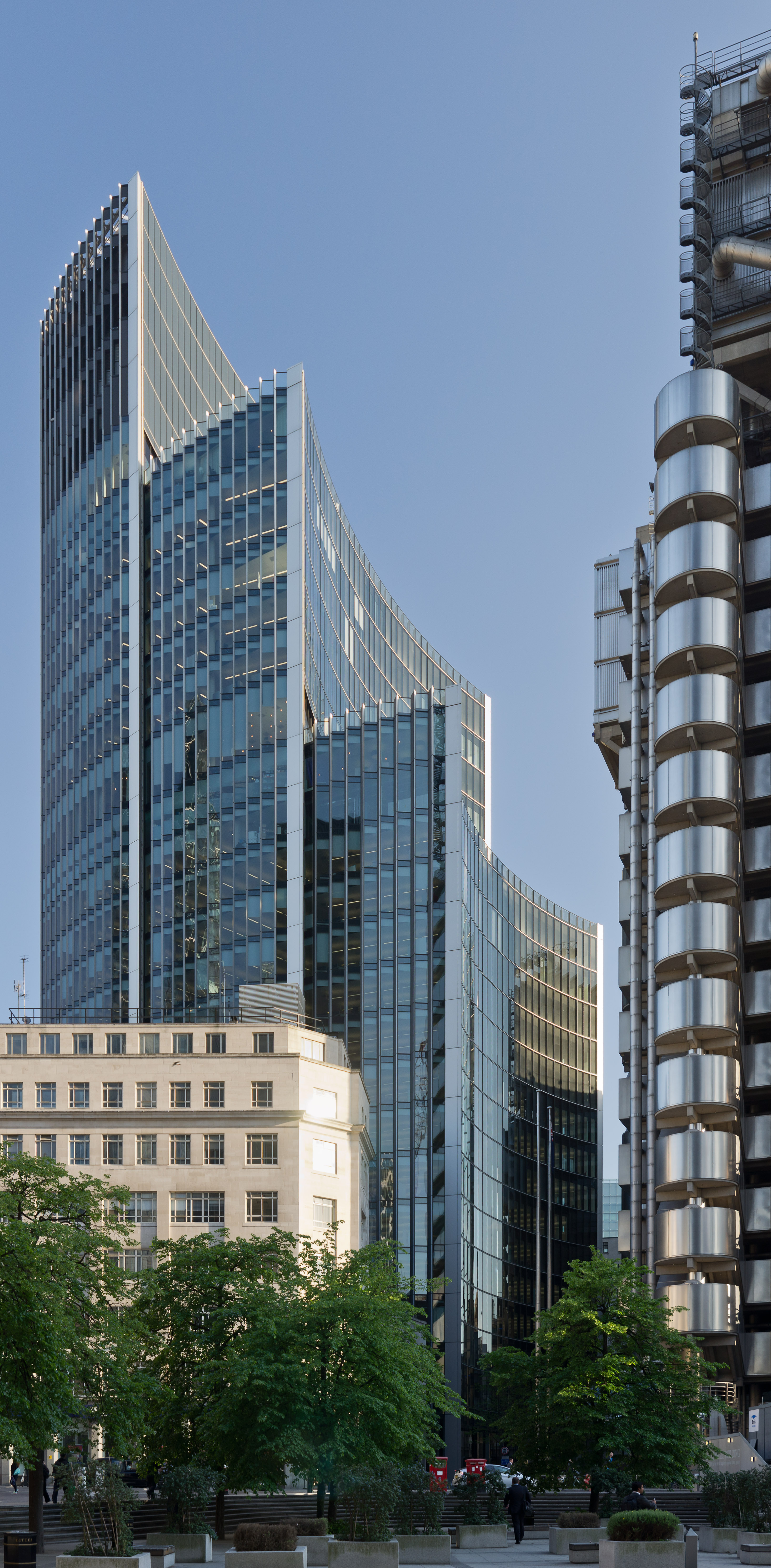
Le Willis Building à Londres.

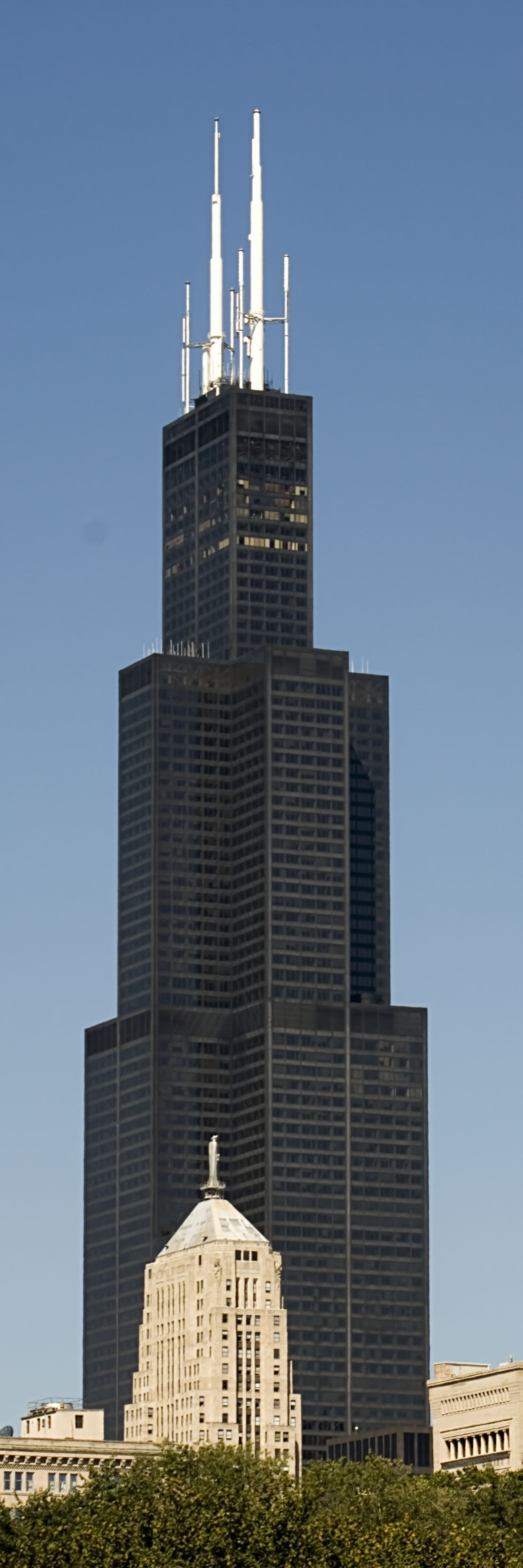
La Willis Tower à Chicago.

La société a été fondée par Henry Willis à Londres en 1828 et s'appelait alors Henry Willis & Co. En 1898, elle fusionne avec Faber Brothers (fondé en 1886) pour former Willis Faber, puis en 1928, elle fusionne avec Dumas & Wylie (fondé en 1843) pour devenir Willis, Faber & Dumas. Elle est entrée à la bourse de Londres en 1976 en tant que Willis Faber.
En 1990, Willis Faber fusionne avec le groupe Corroon & Black, pour une transaction évaluée à 750 millions de dollars, malgré une offre d'acquisition d'Aon de 840 millions de dollars. Le nouvel ensemble créé prend le nom de Willis Corroon.
En 1998, Willis Faber est acquis par le fonds d'investissement KKR, pour 1,4 milliard de dollars.
En 2008, Willis acquiert le groupe de courtage en assurance basé aux États-Unis, Broker Hilb Rogal pour 1,7 milliard de dollars en plus de 400 millions de reprises de dettes, augmentant significativement ses activités aux États-Unis,,.
En mai 2014, Willis Group acquiert 75 % de l'entreprise en conseil en assurance suédois Max Matthiessen pour 205 millions de dollars.
En avril 2015, Willis annonce l'acquisition pour la fin de l'année des participations qu'il ne détient pas, c'est-à-dire approximativement 70 %, dans le courtier en assurance français Gras Savoye pour environ 510 millions d'euros, en plus d'une reprise de dette de 50 millions d'euros,.
En juillet 2015, Towers Watson fusionne avec Willis Group. Dans un nouvel ensemble appelé, Willis Towers Watson, dont les actionnaires de Willis Group auront 50,1 % des parts contre 49,9 % pour ceux de Tower Watson. Son siège social sera situé en Irlande pour des raisons fiscales. L'ensemble devrait avoir un chiffre d'affaires de 8,2 milliards de dollars avec 39 000 employés.
Le 9 mars 2020, Aon annonce acquérir son concurrent Willis Towers Watson, pour 30 milliards de dollars,. En mai 2021, Aon et Willis Towers Watson annoncent vendre une partie de leurs actifs à Arthur J. Gallagher pour 3,57 milliards de dollars, afin de répondre aux attentes de l'autorité de la concurrence européenne. En juillet 2021, les deux entreprises annoncent l'annulation de l'acquisition, en raison de l'opposition des autorités de la concurrence américaine, notamment du département de la Justice des États-Unis.

## Critiques
En 2009, des investisseurs vénézuéliens et mexicains portent plainte contre Willis pour avoir massivement recommandé des placements dans la société Stanford Financial qui s'avéra être un système de Ponzi.